# Combats
Pour les articles homonymes, voir Combat (homonymie).
Ne doit pas être confondu avec Combat (journal).
Combats est un hebdomadaire français fondé le 8 mai 1943, organe officiel de la Milice française pendant la Seconde Guerre mondiale. Son rédacteur en chef était Henry Charbonneau.

## Collaborateurs (du journal)
- Joseph Darnand, secrétaire général du journal, qui a possiblement publié également sous les probables pseudonymes de Pierre Artone, Micromegas ou Claude Martin, entre autres.
- Le dessinateur Ralph Soupault.
- Pour l'écrivaine Colette, une de ses chroniques y est publiée en 1943, mais il n'est pas certain qu'elle en fut informée[1].

Albert Camus a été accusé à tort d'avoir été impliqué dans ce journal pour des raisons de paronymie avec le mouvement Combat (au singulier) dont il fut un des membres et avec son journal clandestin du même nom. Cette confusion orthographique est symptomatique de l'assimilation recherchée par ceux qui prétendaient mener le combat contre « la lèpre juive ».

## Source
- Pierre Philippe Lambert et Gérard Le Marec, Partis et mouvements de la Collaboration, Éditions Grancher, 1993.

1. ↑  Yannick Ripa, « «Colette en guerre» : fenêtre ou ne pas être », sur Libération (consulté le 29 mai 2025)